# A Lovag iskola epizódjainak listája
Ez a lap a Lovag iskola című amerikai televíziós sorozat epizódjainak listáját tartalmazza.

## Évados áttekintés
| Évad | Évad | Epizódok | Eredeti sugárzás  | Eredeti sugárzás  | Magyar sugárzás    | Magyar sugárzás    |
| Évad | Évad | Epizódok | Évadpremier       | Évadfinálé        | Évadpremier        | Évadfinálé         |
| ---- | ---- | -------- | ----------------- | ----------------- | ------------------ | ------------------ |
|      | 1    | 19       | 2018. február 19. | 2019. január 26.  | 2018. november 26. | 2018. december 19. |
|      | 2    | 10       | 2019. február 2.  | 2019. április 20. | 2019. május 28.    | 2019. június 7.    |

## Epizódok

### 1. évad
| #   | #   | Eredeti cím                    | Magyar cím                          | Rendezte           | Írta                                                       | Eredeti premier      | Magyar premier        |
| --- | --- | ------------------------------ | ----------------------------------- | ------------------ | ---------------------------------------------------------- | -------------------- | --------------------- |
| 1.  | 1.  | Opening Knight                 | A felvételi                         | Trevor Kirschner   | Sean Cunningham és Marc Dworkin                            | 2018. február 19.    | 2018. november 26.    |
| 2.  | 2.  | A Knight at the Roxbury        | Roxbury lovagja                     | Trevor Kirschner   | Sean Cunningham és Marc Dworkin                            | 2018. február 24.    | 2018. november 27.    |
| 3.  | 3.  | Knight in Shining Armor Day    | A páncél nap                        | Trevor Kirschner   | John D. Beck és Ron Hart                                   | 2018. március 3.     | 2018. november 28.    |
| 4.  | 4.  | One Magical Knight             | A varázsló lovag                    | Trevor Kirschner   | Lisa Muse Bryant                                           | 2018. március 10.    | 2018. november 29.    |
| 5.  | 5.  | The Dork Knight Returns        | A régi lovag visszatér              | Jonathan Judge     | Wesley Jermaine Johnson és Scott Taylor                    | 2018. március 17.    | 2018. december 3.     |
| 6.  | 6.  | Tonight, Two Knight            | Egy este, két lovag                 | Trevor Kirschner   | Chris Atwood                                               | 2018. március 24.    | 2018. november 30.    |
| 7.  | 7.  | A Knight's Tail                | A farkincás lovag                   | Eric Dean Seaton   | Chris Tallman                                              | 2018. március 31.    | 2018. december 5.     |
| 8.  | 8.  | Parent Teacher Knight          | A fogadó óra                        | Jody Margolin Hahn | Jennifer Keene                                             | 2018. április 7.     | 2018. december 6.     |
| 9.  | 9.  | Do the Knight Thing            | A lovagi becsület                   | Robbie Countryman  | Michael J.S Murphy és Frank O. Wolff                       | 2018. április 14.    | 2018. december 12.    |
| 10. | 10. | Wish I May, Wish I Knight      | Bárcsak lovag lehetnék              | Jody Margolin Hahn | Jennifer Keene                                             | 2018. május 25.      | 2018. december 14.    |
| 11. | 11. | Working on the Knight Moves    | A kisujj-nyűvő csel                 | Wendy Faraone      | Wesley Jermaine Johnson és Scott Taylor                    | 2018. június 9.      | 2018. december 17.    |
| 12. | 12. | A Thief in the Knight          | Tolvaj a lovagok közt               | Trevor Kirschner   | Sean W. Cunningham, Marc Dworkin, John D. Beck és Ron Hart | 2018. június 16.     | 2018. december 7./10. |
| 13. | 13. | Take Me Home to Knight         | Ne vigyél haza, lovag akarok lenni! | Robbie Countryman  | Lisa Muse Bryant                                           | 2018. szeptember 22. | 2018. december 11.    |
| 14. | 14. | A Total Knightmare             | Lovagi rémálom                      | Jean Sagal         | Chris Atwood                                               | 2018. szeptember 29. | 2018. december 13.    |
| 15. | 15. | Fight for Your Knight to Party | Király egy szülinap                 | Robbie Countryman  | Chris Tallman                                              | 2018. október 6.     | 2018. december 18.    |
| 16. | 16. | Fright Knight                  | A betoji lovag                      | Jonathan Judge     | Nora Sullivan                                              | 2018. október 20.    | 2018. december 4.     |
| 17. | 17. | Little Knight Lies             | Lovagias hazugság                   | Eric Dean Seaton   | Nora Sullivan                                              | 2019. január 12.     | 2018. december 19.    |
| 18. | 18. | End of the Knight – Part 1     | A lovagság vége 1. rész             | Trevor Kirschner   | Sean W. Cunningham & Marc Dworkin                          | 2019. január 19.     | 2018. december 20.    |
| 19. | 19. | End of the Knight – Part 2     | A lovagság vége 2. rész             | Trevor Kirschner   | Sean W. Cunningham és Marc Dworkin                         | 2019. január 26.     | 2018. december 21.    |

### 2. évad
| #   | #   | Eredeti cím                               | Magyar cím                      | Rendezte         | Írta                               | Eredeti premier   | Magyar premier  |
| --- | --- | ----------------------------------------- | ------------------------------- | ---------------- | ---------------------------------- | ----------------- | --------------- |
| 20. | 1.  | A Knight to Remember                      | Az elfelejtett lovag            | Trevor Kirschner | Sean W. Cunningham és Marc Dworkin | 2019. február 2.  | 2019. június 1. |
| 21. | 2.  | Love at First Knight                      | Első lovagi szerelem            | Trevor Kirschner | Gigi McCreery és Perry Rein        | 2019. február 16. | 2019. május 28. |
| 22. | 3.  | Mid-Knight in the Garden of Good and Evil | Csata a jó és a rossz kertjében | Wendy Faraone    | Angela Yarbrough                   | 2019. február 23. | 2019. május 29. |
| 23. | 4.  | In the Gill of the Knight                 | A pikkelyes lovag               | Lynn McCracken   | Jennifer Keene                     | 2019. március 2.  | 2019. május 30. |
| 24. | 5.  | The Knight Stuff                          | Egy igazi lovag                 | Robby Countryman | Chris Atwood                       | 2019. március 9.  | 2019. május 31. |
| 25. | 6.  | Knight of the Living Dead                 | A zombilovag                    | Jody Hahn        | Chris Tallman                      | 2019. március 16. | 2019. június 3. |
| 26. | 7.  | Knight Glider                             | Gógyis góré                     | Jonathan Judge   | Wesley Jermaine és Johnson Taylor  | 2019. március 30. | 2019. június 4. |
| 27. | 8.  | Two Wrongs Don't Make a Knight            | A láthatatlan pajzs             | Wendy Faraone    | Nora Sullivan                      | 2019. április 6.  | 2019. június 5. |
| 28. | 9.  | Election Knight                           | A diákelnök                     | David Kendall    | Michael Murphy és Frank O. Wolff   | 2019. április 13. | 2019. június 6. |
| 29. | 10. | Closing Knight                            | Az új lovagok                   | Trevor Kirschner | Sean W. Cunningham és Marc Dworkin | 2019. április 20. | 2019. június 7. |